# KSnapshot
KSnapshot は KDE 用のスクリーンショットアプリケーションである。

## 機能

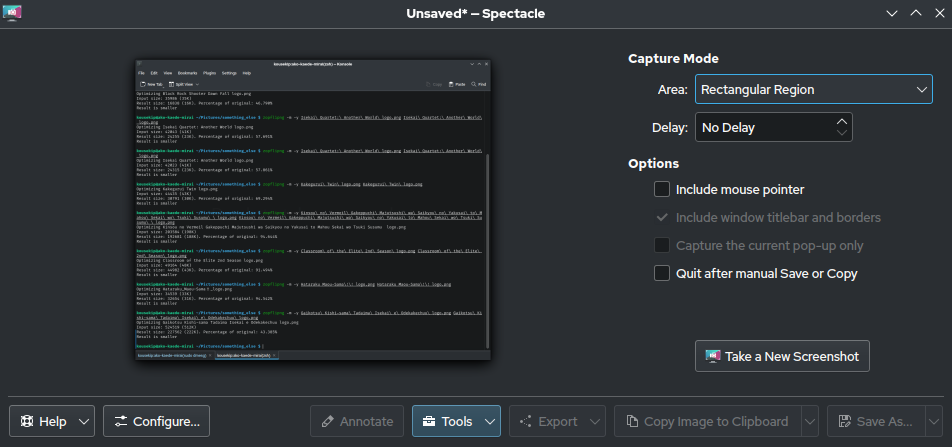
KDEスペクタクル

KSnapshot を使えばユーザがホットキーを押すことで、全画面、選択した範囲や一つのウィンドウのスクリーンショットを取ることができる。その後、ユーザはスクリーンショットをラスタ形式で保存したり、直接スクリーンショットを印刷できる。